# Morte de Caylee Anthony
Caylee Marie Anthony (9 de agosto de 2005 – junho de 2008) foi uma criança americana que morava em Orlando, Flórida, com sua mãe, Casey Marie Anthony (19 de março de 1986) e seus avós maternos, George e Cindy Anthony. Em 15 de julho de 2008, Caylee foi dada como desaparecida em uma ligação 9-1-1 feita por Cindy, que disse não ver a criança há 31 dias. Cindy deu várias explicações ao policiais sobre o paradeiro de Caylee antes de finalmente dizer que não via a filha há semanas. Mais tarde, Casey chamou a polícia e disse falsamente a um que Caylee havia sido sequestrada por uma babá em 9 de junho.:1587
Em 11 de dezembro de 2008, os restos mortais de Caylee foram encontrados com um cobertor dentro de um saco de roupa suja em uma área arborizada perto da residência da família Anthony. Os relatórios investigativos e os depoimentos do julgamento variaram entre a descoberta de fita adesiva perto da frente e da boca do crânio. O legista listou a causa da morte de Caylee como "homicídio por meios indeterminados".
O estado da Flórida solicitou a pena de morte no seu caso contra Casey. Baseando-se amplamente em evidências circunstanciais, a acusação alegou que Casey desejava se livrar das responsabilidades parentais e assassinou sua filha administrando clorofórmio e aplicando fita adesiva em seu nariz e boca. A equipe de defesa de Casey, liderada por José Baez, concentrou-se principalmente em desafiar as evidências da acusação, chamando muitas delas de "fantasia forense". A defesa afirmou que Caylee havia se afogado acidentalmente na piscina da família e que George havia se livrado do corpo. Em 5 de julho de 2011, um júri considerou Casey inocente de homicídio de primeiro grau, abuso infantil agravado e homicídio culposo agravado de uma criança, mas culpada de quatro acusações de contravenção por fornecer informações falsas a um policial. Com crédito pelo tempo cumprido, Casey foi solta em 17 de julho de 2011. Um tribunal de apelação da Flórida anulou duas das condenações por contravenção em 25 de janeiro de 2013.
O caso atraiu considerável atenção do público:1590–91 — a revista Time descreveu-o como "o julgamento do século das redes sociais". A personalidade televisiva Nancy Grace, que se referiu a Casey como "mãe do bebê", foi notável pela atenção e publicidade correspondente que deu ao caso.:1598 n.94 A absolvição de Casey das acusações de homicídio foi recebida com indignação pública, com centenas de milhares de pessoas a publicarem em contas de redes sociais em resposta.